# Diarthrophallidae
Diarthrophallidae es una familia de ácaros perteneciente al orden Mesostigmata.

## Géneros
- Abrotarsala R. O. Schuster & F. M. Summers, 1978
- Acaridryas R. O. Schuster & F. M. Summers, 1978
- Atrema R. O. Schuster & F. M. Summers, 1978
- Boerihemia Haitlinger, 1995
- Brachytremella Trägårdh, 1946
- Brachytremelloides Womersley, 1961
- Diarthrophallus Trägårdh, 1946
- Hyllosihemia Haitlinger, 1995
- Liranotus R. O. Schuster & F. M. Summers, 1978
- Lombardiniella Womersley, 1961
- Malasudis R. O. Schuster & F. M. Summers, 1978
- Minyplax R. O. Schuster & F. M. Summers, 1978
- Morvihemia Haitlinger, 1995
- Notoporus R. O. Schuster & F. M. Summers, 1978
- Paralana R. O. Schuster & F. M. Summers, 1978
- Passalana Womersley, 1961
- Passalobia Lombardini, 1926
- Passalobiella R. O. Schuster & F. M. Summers, 1978
- Polytrechna R. O. Schuster & F. M. Summers, 1978
- Tenuiplanta R. O. Schuster & F. M. Summers, 1978
- Troctognathus R. O. Schuster & F. M. Summers, 1978